# کارلامپوس لیکوگیانیس
کارلامپوس لیکوگیانیس (یونانی: Χαράλαμπος 'Μπάμπης' Λυκογιάννης؛ زادهٔ ۲۲ اکتبر ۱۹۹۳) بازیکن فوتبال اهل یونان است.
از باشگاه‌هایی که در آن بازی کرده‌است می‌توان به باشگاه فوتبال المپیاکوس، باشگاه فوتبال کالیاری، و باشگاه فوتبال اشتورم گراتس اشاره کرد.
وی همچنین در تیم‌های ملی فوتبال زیر ۱۷ سال یونان، زیر ۱۹ سال یونان، زیر ۲۰ سال یونان، و زیر ۲۱ سال یونان و یونان بازی کرده‌است.